# Банниковська сільська рада
Ба́нниковська сільська рада (рос. Банниковский сельский совет) — сільське поселення у складі Каргапольського району Курганської області Росії.
Адміністративний центр — село Велике Банниково.
Населення сільського поселення становить 767 осіб (2017; 745 у 2010, 784 у 2002).

## Склад
До складу сільського поселення входять:
| Населений пункт          | Населення, осіб (2002) | Населення, осіб (2010) |
| ------------------------ | ---------------------- | ---------------------- |
| Велике Банниково, село   | 212                    | 238                    |
| Деуліна, присілок        | 327                    | 321                    |
| Мале Банниково, присілок | 52                     | 20                     |
| Салтосарайська, присілок | 177                    | 166                    |
| Хвойна, присілок         | 16                     | -                      |